# Hallebjergene
Hallebjergene är en bergskedja i Grönland (Kungariket Danmark). Den ligger i den östra delen av Grönland, 1 600 km nordost om huvudstaden Nuuk.
Hallebjergene sträcker sig 45 km i öst-västlig riktning. Den högsta punkten är 1 651 meter över havet.
Topografiskt ingår följande toppar i Hallebjergene:
- Bramsen Bjerg
- Brinkley Bjerg
- Dunken
- Eiger
- Forposten
- Gedderyggen
- Hjertet
- Højnålen
- Kisbjerg
- Langelinie
- Moltke Bjerg
- Monucleus
- Ortlerspids
- Pladen
- Skårene
- Steinmannspids
- Trinucleus
- Vestmar Bjerg
- Vesttinden
- Østtinden